# حميد دباشي
حميد دباشي (1951 -) هو مؤرّخ وفيلسوف ثقافي وناقد أدبي إيراني ـ أمريكي وأستاذ الدراسات الإيرانية في في جامعة كولومبيا في مدينة نيويورك في الولايات المتحدة الأمريكية. مؤلف كتب عديدة مثل السلطة في الإسلام وعقائد الشيعة الحديثة وعقائد الصوفية في الإسلام. وتمت ترجمة كتابه ما بعد الاستشراق: المعرفة والسلطة في زمن الإرهاب إلى العربية مؤخرا، ديسمبر 2017.

## أعماله المترجمة للعربية
- بشرة بيضاء - أقنعة سمراء، (ترجمة: حسام الدين خضور)، منشورات المتوسط، 2018
- هل يستطيع غير الأوروبي التفكير، (ترجمة: عماد الأحمد)، منشورات المتوسط، 2016
- ما بعد الاستشراق: المعرفة والسلطة في زمن الإرهاب، (ترجمة: باسل عبد الله وطفة)، منشورات المتوسط، 2015
- الربيع العربي: نهاية حقبة ما بعد الاستعمار، (ترجمة: حارث حسن - أحمد الهاشم) دار نون للنشر - الإمارات، 2014
- لقطة مقربة: السينما الإيرانية ماضياً - حاضراً - مستقبلاً، منشورات وزارة الثقافة - المؤسسة العامة للسينما، 2001
- السينما الايرانية، مصر العربية للنشر والتوزيع

## وصلات خارجية
- حميد دباشي على موقع أرشيف الشارخ.
- حميد دباشي على موقع ميتاكريتيك (الإنجليزية)